# Saint-Aignan (Sarthe)
 Saint-Aignan  es una población y comuna francesa, situada en la región de Países del Loira, departamento de Sarthe, en el distrito de Mamers y cantón de Marolles-les-Braults.

## Demografía
| 390 | 337 | 284 | 239 | 218 | 196 |
| Para los censos de 1962 a 1999 la población legal corresponde a la población sin duplicidades (Fuente: INSEE [Consultar]) |     |     |     |     |     |